# Ingerophrynus divergens
Espèce
Synonymes
- Bufo divergens Peters, 1871

Statut de conservation UICN

 LC  : Préoccupation mineure
Ingerophrynus divergens est une espèce d'amphibiens de la famille des Bufonidae.

## Répartition
Cette espèce se rencontre jusqu'à 700 m d'altitude :
- en Indonésie dans le centre et l'Est de Sumatra, aux îles Natuna et au Kalimantan ;
- en Malaisie orientale ;
- au Brunei.

Sa présence est incertaine en Malaisie péninsulaire et en Thaïlande, ou une observation en reste à confirmer.

## Description
Les mâles mesurent de 28 à 43 mm et les femelles de 36 à 55 mm.

## Publication originale
- Peters, 1871 : Über neue Reptilien aus Ostafrica und Sarawak (Borneo), vorzüglich aus der Sammlung des Hrn. Marquis J. Doria zu Genua. Monatsberichte der Königlich preussischen Akademie der Wissenschaften zu Berlin, vol. 1, p. 566-581 (texte intégral).